# Lalita Iyer
Lalita Iyer es una periodista, escritora y bloguera de Mumbai, India. Es autora de dos libros, Estoy embarazada, no terminalmente enferma, so idiota y El Chico Quién Tragó Una Uña Y Otras Historias, así como escribe dos blogs: Chickwit y Mommygolightly.

## Vida profesional
Es licenciada por el Instituto de Tecnología Química, Mumbai (UDCT Mumbai), con un M.Pharm en Productos Medicinales y Naturales (farmacognosia). Fue editora asistente de la revista Man's World de octubre de 2004 a noviembre de 2006, editora en Hindustan Tiempo de noviembre de 2006 a enero de 2010, editora jefa de Filmfare revista de abril de 2013 a mayo de 2014, y enseñó inglés en el Sahyadri Escuela, Pune.

## Escritura independiente
Es autora de dos blogs. Chickwit empezó como la columna de las mujeres en el Hindustan Times. El segundo, Mommygolightly se relaciona a maternidad. Ha sido autora de dos libros. El primero, publicado por Amaryllis Libros, se titula “Estoy Embarazada, No Terminalmente enferma, So Idiota!”, y el segundo libro publicado por Escolástico titulado “El Chico Quién Tragó una Uña y Otras Historias”.